# Ларионов, Михаил Фёдорович
Михаи́л Фёдорович Ларио́нов (22 мая [3 июня] 1881, Тирасполь, Херсонская губерния — 10 мая 1964[…], Фонтене-о-Роз) — русский живописец и график, выдающийся деятель русского авангарда, сценограф, теоретик искусства; многолетний партнёр Натальи Гончаровой.

## Биография

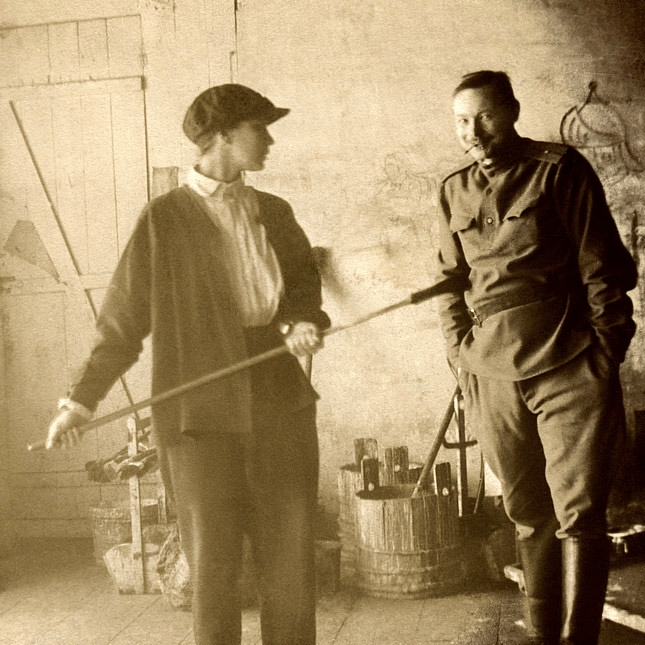
Михаил Ларионов и Наталья Гончарова во время работы над оформлением балета «Золотой петушок», мастерские Большого театра, 1913

Сын военного фельдшера, детство провёл на юге Российской империи в Тирасполе, куда затем часто возвращался на летние этюды.
В 1891 году Ларионовы приехали в Москву, и Михаил поступил в реальное училище Воскресенского.
В 1898—1910 годах учился в Московском училище живописи, ваяния и зодчества у Валентина Серова, Исаака Левитана и Константина Коровина. Там же познакомился с Натальей Гончаровой, ставшей не только его спутницей жизни (официально брак был зарегистрирован только в 1955 году), но и единомышленницей в творчестве.
С начала 1900-х годов Ларионов активно участвовал в художественной жизни, выставляясь не только в России, но и в Европе. Большое влияние на Ларионова оказали французские живописцы, с творчеством которых впервые он познакомился в московском собрании Сергея Щукина.
Являлся страстным коллекционером разнообразной печатной графики, японских гравюр и народного лубка.
В 1902—1906 годах работал в стиле позднего импрессионизма («Куст сирени в цвету»).
В 1906 году по приглашению Сергея Дягилева участвовал в русской секции парижского Осеннего салона.
В 1907 году, испытывая воздействие фовизма и наивного искусства, обратился к примитивистской манере, создавая запоминающиеся полотна, отличающиеся сочным цветом, резкими линиями и острыми сценами («Отдыхающий солдат», «Весна»). Один из основателей художественной группы «Венок—Стефанос» (1907), на выставках которой периодически участвовал до осени 1910 года, и активный участник группы «Золотое руно» (1908—1910).
В 1909—1911 годах принимал участие в интернациональных «Салонах» Издебского.
К 1912 году создал новую художественную концепцию — лучизм, один из первых примеров абстрактного искусства в разряде так называемого «беспредметного творчества», где формы образовывались в результате пересечения лучей, отражённых от различных предметов.
В 1914 году, после начала Первой мировой войны, был призван на военную службу, ранен и контужен в боях в Восточной Пруссии, отправлен в госпиталь. Комиссовавшись в декабре 1914 года по ранению, Ларионов по приглашению Дягилева приехал к нему в Лозанну в июле 1915 года работать над декорациями для новых балетов, затем поселился в Париже, где в 1915—1929 годах вместе с Гончаровой работал для Дягилева, создавая костюмы и декорации к постановкам его «Русских балетов». В живописи он вернулся к ранней, фигуративной, манере, камерному жанру и натюрморту. Из-за разразившейся Октябрьской революции в Россию больше не вернулся. В 1928 году совместно с С. Фотинским и советскими искусствоведами организовал в Москве выставку «Современное французское искусство», на которой были представлены работы 36 художников, которые эмигрировали.
В 1955 году официально зарегистрировал свой брак с Натальей Гончаровой. После её смерти в 1962 году, женился на А. К. Томилиной, которая стала официальной наследницей обоих художников.
Умер в парижском пригороде Фонтене-о-Роз в 1964 году. Похоронен на кладбище в Иври-сюр-Сен.
Его брат — Иван Фёдорович Ларионов (1884—1920), тоже был живописцем и графиком.

## Выставки

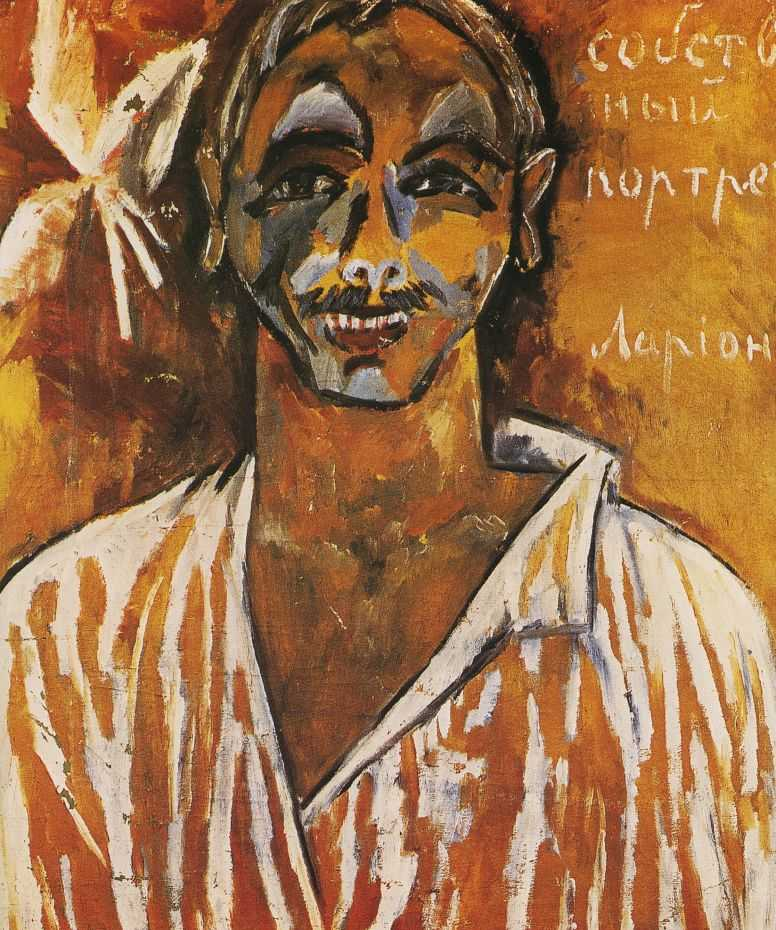
Автопортрет художника, 1910

Вместе с Натальей Гончаровой Ларионов был активным участником «левого направления» в искусстве, он инициировал серию громких выставок:
- 1910 — «Бубновый валет»
- 1912 — «Ослиный Хвост»
- 24 марта (6 апреля) — 7 (20) апреля 1913 — «Мишень»
- 1914 — «№ 4. Футуристы, лучисты и примитив»

В 1980 году в Москве состоялась персональная выставка художника. В 1987 году — «Михаил Ларионов. Наталия Гончарова. Живопись и графика из фондов музея» в Серпуховском историко-художественном музее. В 1989 году картины Ларионова были переданы А. К. Томилиной-Ларионовой в дар Третьяковской галерее.
В сентябре 2018 года в Новой Третьяковке открылась ретроспективная выставка Михаила Ларионова.

## Иллюстрации и книжная графика
Активно работал с издательствами, в 1910-е годы исполнил иллюстрации к изданиям поэтов-футуристов («Помада» Кручёных, издано в 1912). Кроме того оформил следующие книги:
- Парнах В. Я. Набережная / [2 рисунка М. Ларионова]. — [Париж, 1919].
- Blok A. A. Les douze / traduit du russe par Serge Romoff; avec sept illustration d’apres les dessins de Michel Larionow. — Paris: La Cible, 1920.
- Voyage en Turquie / 32 gouaches 1907—1909, reproduites au pochoir au format et sur papier des originaux. — Paris: L’étoile boitante, [около 1928].
- Беляева Н. Нищета. — Париж: Птицелов, 1945. (Иллюстрирована от руки.)
- Défense et illustration de l’art abstrait par Michel Seuphor. — Paris, 1949. (Иллюстрирована от руки.)
- Larionov M. Diaghilev et les Ballets russes / Dessins et textes de Michel Larionov. — Paris: la Bibliothèque des arts, [1970].

## Театральные работы
«Русские балеты» Дягилева
- 1915 — «Полуночное солнце» хореограф Л. Мясин, музыка Н. Римского-Корсакова
- 1916 — «Кикимора» хореограф Л. Мясин, музыка А. К. Лядова
- 1917 — «Русские сказки» хореограф Л. Мясин, музыка А. К. Лядова (совместно с Н. Гончаровой)
- 1921 — «Шут», музыка С. С. Прокофьева. Ларионов также выступил в качестве хореографа совместно с Тадеушем Славинским
- 1922 — «Байка про лису, петуха, кота да барана», хореограф Б. Нижинская, музыка И. Стравинского
- 1929 — «Байка про лису, петуха, кота да барана», хореограф С. Лифарь

В других театрах
- 1931 — «Классическая симфония», хореограф Т. Славинский, музыка С. Прокофьева («Опера-балет Мишеля Бенуа», театр «Пигаль[фр.]», Париж)
- 1932 — балет Сергея Прокофьева «На Днепре», хореография Сержа Лифаря.

## Кинематограф
- 1913 — немой черно-белый фильм «Драма в кабаре футуристов № 13». Премьера состоялась в январе 1914 года, уже после распада группы «Ослиный хвост».

## Память

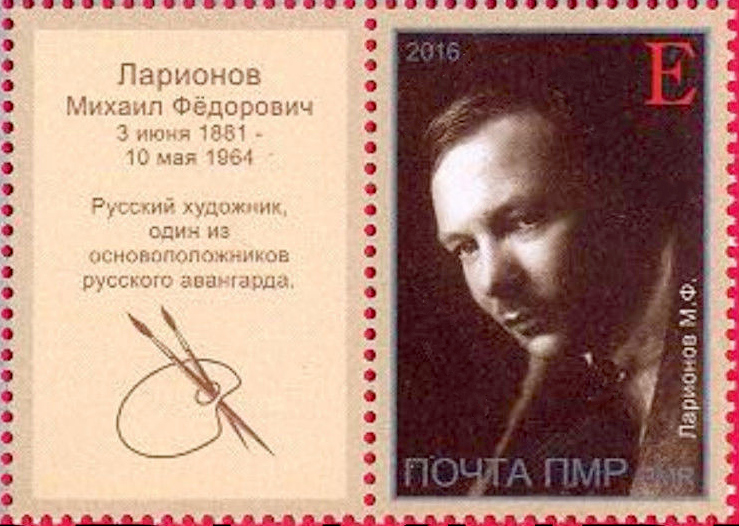
Почтовая марка Приднестровья (2016)

- 6 декабря 2016 года «Марка Приднестровья» презентовала выпуск, посвященный художнику и одному из основоположников русского авангарда Михаилу Ларионову[11]
- В 2018 году в Москве в Даниловском районе появилась улица Ларионова[12].
- В Тирасполе есть улица, названная в честь художника.
- В 2022 году в Тирасполе на улице Ларионова появился огромный мурал коллаж из картин Михаила Ларионова. Автор и продюсер идеи Олеся Лунгу, исполнитель Александра Новак[13].

### Другие источники
- Романович С. М. Воспоминания о М. Ларионове. Компакт-диск «Художник Сергей Романович в живописи и слове». М., 2003 или сайт в интернете с адресом: maakovets.narod.ru.